# Национални парк Дунав-Драва
Национални парк Дунав - Драва основан је 1996. године и налази се на југозападу Мађарске. Површина коју заузима износи 490 квадратних километара, а већина локалитета националног парка се налази унутар плавног земљишта Дунава и Драве, од чега су 190 километара квадратних мочварна подручја Рамсар. Популације црних рода и белорепих орлова од европског су значаја. Седам врста бескичмењака налази се само у Мађарској. У стаништима дуж Драве живи више од 400 заштићених биљака и животиња.